# Congregação das Escravas do Sagrado Coração de Jesus
A Congregação das Escravas do Sagrado Coração de Jesus (em latim, Ancillae Cordis Iesu, A.C.I.) é uma congregação religiosa católica cuja primeira comunidade foi erigida em Madrid, a 14 de abril de 1877. Fundada por duas irmãs: Rafaela Maria Porras y Ayllón e Dolores Porras y Ayllón, respectivamente a primeira e segunda Superioras Gerais desta Ordem, deve o seu nome à missão de reparação do Sagrado Coração de Jesus, que assumem as suas religiosas, o que fazem pela dedicação ao culto da Eucaristia e à educação evangelizadora.
A intenção das suas fundadoras, Santa Rafaela Maria e Madre Pilar, foi criar uma família com uma missão particular na Igreja: reparar o Coração de Jesus, com uma vida centrada na Eucaristia, através da sua celebração e adoração.
A missão centra-se essencialmente na educação evangelizadora, em colégios, nas paróquias, em escolas e bairros, em residências universitárias e em casas de oração.
O Instituto teve a sua origem em Espanha, terra das fundadoras, Pedro Abad, uma aldeia perto de Córdova. Desde o início Santa Rafaela Maria quis que a Congregação tivesse como princípios o de ser “universal como a Igreja Católica”, deste modo, as irmãs deveriam estar disponíveis para servir onde seja necessário com o intuito de “pôr Cristo à adoração dos povos” levando sua mensagem para qualquer lugar ou situação onde o Seu Coração necessite de ser reparado.
Atualmente a comunidade conta com cerca de 1000 membros, espalhadas por 130 comunidades, em 23 países do Mundo. A partir da Santa Rafaela Maria a congregação herdou como “herança” uma forma de olhar para o mundo com esperança e misericórdia, descobrindo nele as faltas de vida, as necessidades de reparação, as “feridas” que pedem o amor do Coração manso e humilde de Jesus.